# Athletissima 2018
Navigation
Édition précédente Édition suivante
L'Athletissima 2018 est la 41e édition du meeting Athletissima qui a lieu le 5 juillet 2018 au Stade olympique de la Pontaise de Lausanne, en Suisse. Il constitue la huitième étape de la Ligue de diamant 2018.

## Faits marquants
- L’Américain Noah Lyles sur 200 mètres égale la meilleure performance mondiale de l’année, alors que le Bahreïnien Birhanu Balew améliore celle du 5000 mètres[1].
- Cinquième du 100 mètres remporté par Marie-Josée Ta Lou, Mujinga Kambundji améliore son propre record de Suisse pour le porter à 11 s 03[1]. En clôture de soirée, le relais suisse du 4 x 100 mètres, composé par Ajla del Ponte, Sarah Atcho, Mujinga Kambundji et Salomé Kora, remporte l’épreuve en abaissant le record de Suisse de 21 centièmes, avec un temps de 42 s 29[2].
- Le Suisse Julien Wanders termine à une décevante 13e et dernière place du 5 000 mètres en 13 min 36 s 24[3].

## Résultats

### Hommes
| Rang | Athlète                        | Temps              | Points |
| ---- | ------------------------------ | ------------------ | ------ |
| 1    | Noah Lyles                     | 19 s 69 (=WL, =PB) | 8      |
| 2    | Michael Norman                 | 19 s 88            | 7      |
| 3    | Alex Quiñónez                  | 20 s 08            | 6      |
| 4    | Rai Benjamin                   | 20 s 16            | 5      |
| 5    | Paulo André Camilo de Oliveira | 20 s 33 (=PB)      | 4      |
| 6    | Isiah Young                    | 20 s 43            | 3      |
| 7    | Alex Wilson                    | 20 s 65            | 2      |
| 8    | Alonso Edward                  | 20 s 86            | 1      |

| Rang | Athlète              | Temps                   | Points |
| ---- | -------------------- | ----------------------- | ------ |
| 1    | Birhanu Balew        | 13 min 01 s 09 (WL, PB) | 8      |
| 2    | Selemon Barega       | 13 min 02 s 67          | 7      |
| 3    | Abadi Hadis          | 13 min 03 s 62          | 6      |
| 4    | Getaneh Molla        | 13 min 04 s 04 (PB)     | 5      |
| 5    | Richard Yator        | 13 min 04 s 97 (PB)     | 4      |
| 6    | Muktar Edris         | 13 min 06 s 24          | 3      |
| 7    | Telahun Haile Bekele | 13 min 07 s 02          | 2      |
| 8    | Aron Kifle           | 13 min 07 s 59 (PB)     | 1      |

| Rang | Athlète                 | Temps   | Points |
| ---- | ----------------------- | ------- | ------ |
| 1    | Sergueï Choubenkov      | 12 s 95 | 8      |
| 2    | Devon Allen             | 13 s 29 | 7      |
| 3    | Pascal Martinot-Lagarde | 13 s 30 | 6      |
| 4    | Balázs Baji             | 13 s 36 | 5      |
| 5    | Omar McLeod             | 13 s 41 | 4      |
| 6    | Aries Merritt           | 13 s 44 | 3      |
| 7    | Jason Joseph            | 13 s 54 | 2      |

| Rang | Athlète           | Temps   | Points |
| ---- | ----------------- | ------- | ------ |
| 1    | Abderrahman Samba | 47 s 42 | 8      |
| 2    | Karsten Warholm   | 47 s 94 | 7      |
| 3    | Yasmani Copello   | 48 s 85 | 6      |
| 4    | TJ Holmes         | 48 s 94 | 5      |
| 5    | Rasmus Mägi       | 49 s 04 | 4      |
| 6    | Bershawn Jackson  | 49 s 31 | 3      |
| 7    | Jack Green        | 49 s 52 | 2      |
| 8    | Kyron McMaster    | DNF     |        |

| Rang | Athlète              | Marque  | Points |
| ---- | -------------------- | ------- | ------ |
| 1    | Christian Taylor     | 17,62 m | 8      |
| 2    | Pedro Pablo Pichardo | 17,61 m | 7      |
| 3    | Chris Benard         | 16,92 m | 6      |
| 4    | Alexis Copello       | 16,90 m | 5      |
| 5    | Donald Scott         | 16,90 m | 4      |
| 6    | Simo Lipsanen        | 16,81 m | 3      |
| 7    | Elvijs Misāns        | 16,35 m | 2      |
| 8    | Alexsandro de Melo   | NM      |        |

| Rang | Athlète           | Marque | Points |
| ---- | ----------------- | ------ | ------ |
| 1    | Danil Lysenko     | 2,37 m | 8      |
| 2    | Brandon Starc     | 2,29 m | 7      |
| 3    | Jeron Robinson    | 2,29 m | 6      |
| 4    | Bryan McBride     | 2,25 m | 5      |
| 5    | Donald Thomas     | 2,25 m | 4      |
| 6    | Trevor Barry      | 2,25 m | 3      |
| 6    | Majd Eddin Ghazal | 2,25 m | 3      |
| 6    | Maksim Nedasekau  | 2,25 m | 3      |

| \| Rang \| Athlète \| Marque \| Points \| \| ---- \| -------------- \| ------- \| ------ \| \| 1 \| Tomas Walsh \| 21,92 m \| 8 \| \| 2 \| Darlan Romani \| 21,38 m \| 7 \| \| 3 \| Michał Haratyk \| 21,21 m \| 6 \| \| 4 \| Darrell Hill \| 21,04 m \| 5 \| \| 5 \| Tomáš Staněk \| 20,99 m \| 4 \| \| 6 \| Ryan Whiting \| 20,91 m \| 3 \| \| 7 \| Franck Elemba \| 20,52 m \| 2 \| \| 8 \| Stipe Žunić \| 20,31 m \| 1 \| |                |         |        |
| Rang | Athlète        | Marque  | Points |
| 1 | Tomas Walsh    | 21,92 m | 8      |
| 2 | Darlan Romani  | 21,38 m | 7      |
| 3 | Michał Haratyk | 21,21 m | 6      |
| 4 | Darrell Hill   | 21,04 m | 5      |
| 5 | Tomáš Staněk   | 20,99 m | 4      |
| 6 | Ryan Whiting   | 20,91 m | 3      |
| 7 | Franck Elemba  | 20,52 m | 2      |
| 8 | Stipe Žunić    | 20,31 m | 1      |

### Femmes
| Rang | Athlète                        | Temps        | Points |
| ---- | ------------------------------ | ------------ | ------ |
| 1    | Marie-Josée Ta Lou             | 10 s 90      | 8      |
| 2    | Elaine Thompson                | 10 s 99      | 7      |
| 3    | Jenna Prandini                 | 11 s 00      | 6      |
| 4    | Dafne Schippers                | 11 s 02      | 5      |
| 5    | Mujinga Kambundji              | 11 s 03 (NR) | 4      |
| 6    | Murielle Ahouré                | 11 s 03      | 3      |
| 7    | Blessing Okagbare-Ighoteguonor | DNS          |        |

| Rang | Athlète                 | Temps        | Points |
| ---- | ----------------------- | ------------ | ------ |
| 1    | Salwa Eid Naser         | 49 s 78      | 8      |
| 2    | Jessica Beard           | 50 s 40      | 7      |
| 3    | Shakima Wimbley         | 50 s 58      | 6      |
| 4    | Jaide Stepter           | 50 s 63 (PB) | 5      |
| 5    | Stephenie Ann McPherson | 50 s 84      | 4      |
| 6    | Anastasia Le-Roy        | 51 s 12      | 3      |
| 7    | Christine Botlogetswe   | 51 s 37      | 2      |
| 8    | Courtney Okolo          | 51 s 63      | 1      |

| Rang | Athlète                  | Temps         | Points |
| ---- | ------------------------ | ------------- | ------ |
| 1    | Francine Niyonsaba       | 1 min 57 s 80 | 8      |
| 2    | Ajee Wilson              | 1 min 58 s 20 | 7      |
| 3    | Habitam Alemu            | 1 min 58 s 38 | 6      |
| 4    | Margaret Nyairera Wambui | 1 min 59 s 03 | 5      |
| 5    | Raevyn Rogers            | 2 min 0 s 12  | 4      |
| 6    | Nelly Jepkosgei          | 2 min 0 s 26  | 3      |
| 7    | Eunice Sum               | 2 min 0 s 33  | 2      |
| 8    | Lynsey Sharp             | 2 min 1 s 02  | 1      |

| Rang | Athlète         | Temps                  | Points |
| ---- | --------------- | ---------------------- | ------ |
| 1    | Shelby Houlihan | 3 min 57 s 34 (MR, PB) | 8      |
| 2    | Laura Muir      | 3 min 58 s 18          | 7      |
| 3    | Sifan Hassan    | 3 min 58 s 39          | 6      |
| 4    | Gudaf Tsegay    | 3 min 59 s 07          | 5      |
| 5    | Rababe Arafi    | 3 min 59 s 15 (NR)     | 4      |
| 6    | Caster Semenya  | 4 min 0 s 44           | 3      |
| 7    | Laura Weightman | 4 min 1 s 76           | 2      |
| 8    | Eilish McColgan | 4 min 1 s 98           | 1      |

| Rang | Athlète             | Temps         | Points |
| ---- | ------------------- | ------------- | ------ |
| 1    | Shamier Little      | 53 s 41       | 8      |
| 2    | Janieve Russell     | 53 s 46 (PB)  | 7      |
| 3    | Georganne Moline    | 53 s 90       | 6      |
| 4    | Dalilah Muhammad    | 54 s 61       | 5      |
| 5    | Ashley Spencer      | 54 s 74       | 4      |
| 6    | Lea Sprunger        | 54 s 79       | 3      |
| 7    | Cassandra Tate      | 55 s 45       | 2      |
| 8    | Sara Slott Petersen | 1 min 30 s 61 | 1      |

| Rang | Athlète           | Marque | Points |
| ---- | ----------------- | ------ | ------ |
| 1    | Malaika Mihambo   | 6,90 m | 8      |
| 2    | Ivana Španović    | 6,90 m | 7      |
| 3    | Caterine Ibarguen | 6,77 m | 6      |
| 4    | Ese Brume         | 6,66 m | 5      |
| 5    | Shara Proctor     | 6,62 m | 4      |
| 6    | Brooke Stratton   | 6,62 m | 3      |
| 7    | Lorraine Ugen     | 6,48 m | 2      |
|      | Tianna Bartoletta | DNS    |        |

| Rang | Athlète            | Marque      | Points |
| ---- | ------------------ | ----------- | ------ |
| 1    | Katerina Stefanidi | 4,82 m      | 8      |
| 2    | Jennifer Suhr      | 4,82 m      | 7      |
| 3    | Anzhelika Sidorova | 4,82 m      | 6      |
| 4    | Eliza McCartney    | 4,72 m      | 5      |
| 4    | Sandi Morris       | 4,72 m      | 5      |
| 6    | Angelica Bengtsson | 4,72 m (NR) | 3      |
| 7    | Yarisley Silva     | 4,72 m      | 2      |
| 8    | Katie Nageotte     | 4,52 m      | 1      |

| Rang | Athlète              | Marque  | Points |
| ---- | -------------------- | ------- | ------ |
| 1    | Nikola Ogrodníková   | 65,02 m | 8      |
| 2    | Liu Shiying          | 64,46 m | 7      |
| 3    | Martina Ratej        | 63,28 m | 6      |
| 4    | Kara Winger          | 63,02 m | 5      |
| 5    | Sigrid Borge         | 61,12 m | 4      |
| 6    | Tatsiana Khaladovich | 61,00 m | 3      |
| 7    | Christin Hussong     | 59,94 m | 2      |
| 8    | Madara Palameika     | 59,15 m | 1      |

## Légende
Records et Performances
- AR : Record continental (area record)
- CR : Record des championnats (championship record)
- MR : Record du meeting (meet record)
- NR : Record national (national record)
- OR : Record olympique (olympic record)
- PR : Record paralympique (paralympic record)
- PB : Record personnel (personal best)
- SB : Meilleure performance personnelle de la saison (season's best)
- WL : Meilleure performance mondiale de l'année (world leader)
- WJR : Record du monde junior (world junior record)
- WR : Record du monde (world record)

Circonstances et Conditions
- DNF : N'a pas terminé (did not finish)
- DNS : N'a pas pris le départ (did not start)
- DQ : Disqualification (disqualification)
- NM : Aucun essai valable enregistré (No Mark)
- Q : Qualifié « directement » au prochain tour (ou à la prochaine compétition), lors d'une compétition majeure, grâce au classement ou à la réalisation des minima (automatic qualifier)
- q : Qualifié au prochain tour (ou à la prochaine compétition), lors d'une compétition majeure, grâce au repêchage ou à la réalisation de l'une des meilleures performances parmi celles des « non qualifiés directement » (grâce au meilleur temps ou à la meilleure distance par exemple) (secondary qualifier)